# Bahnstrecke Prvačina–Ajdovščina
| Strecke                           |    | Transalpina nach Jesenice          | Transalpina nach Jesenice          |
| Bahnhof                           | 9  | Prvačina Prevacina                 | Prvačina Prevacina                 |
| Abzweig geradeaus und nach rechts |    | Transalpina nach Triest            | Transalpina nach Triest            |
| Brücke über Wasserlauf            |    | Vipava (Wippach, Vipacco)          | Vipava (Wippach, Vipacco)          |
| Haltepunkt / Haltestelle          |    | Zall hrlb                          | Zall hrlb                          |
| Brücke über Wasserlauf            |    | Vipava (Wippach, Vipacco)          | Vipava (Wippach, Vipacco)          |
| Bahnhof                           | 13 | Batuje Battuglia                   | Batuje Battuglia                   |
| Haltepunkt / Haltestelle          | 17 | Kamnje Camigna                     | Kamnje Camigna                     |
| Haltepunkt / Haltestelle          | 20 | Dobravlje Dobraule di Santa Croce  | Dobravlje Dobraule di Santa Croce  |
| Haltepunkt / Haltestelle          | 22 | Cesta Santa Croce di Aidussina     | Cesta Santa Croce di Aidussina     |
| Kopfbahnhof Streckenende          | 25 | Ajdovščina Haidenschaft, Aidussina | Ajdovščina Haidenschaft, Aidussina |

| Kopfbahnhof Streckenanfang                          | 0,000 | Görz Südbahnhof                                      | Görz Südbahnhof                                      |
| Strecke                                             |       | Bahnstrecke Udine–Triest                             | Bahnstrecke Udine–Triest                             |
| Strecke                                             |       | Straßenbahn Görz                                     | Straßenbahn Görz                                     |
| Abzweig ehemals geradeaus, nach links und von links |       | Bahnstrecke Assling–Triest nach Assling              | Bahnstrecke Assling–Triest nach Assling              |
| Haltepunkt / Haltestelle                            | 4     | Sankt Peter bei Görz                                 | Sankt Peter bei Görz                                 |
| Bahnhof                                             | 8     | Volčjadraga                                          | Volčjadraga                                          |
| Bahnhof                                             | 12    | Prvačina                                             | Prvačina                                             |
| Abzweig geradeaus und nach rechts                   |       | Bahnstrecke Assling–Triest nach Triest Staatsbahnhof | Bahnstrecke Assling–Triest nach Triest Staatsbahnhof |
| Brücke über Wasserlauf                              |       | Wippach                                              | Wippach                                              |
| Haltepunkt / Haltestelle                            | 14    | Dornberg                                             | Dornberg                                             |
| Brücke über Wasserlauf                              |       | Wippach                                              | Wippach                                              |
| Bahnhof                                             | 16    | Batuje Battuglia                                     | Batuje Battuglia                                     |
| Haltepunkt / Haltestelle                            | 21    | Kamnje H                                             | Kamnje H                                             |
| Haltepunkt / Haltestelle                            | 23    | Dobravlje H                                          | Dobravlje H                                          |
| Haltepunkt / Haltestelle                            | 25    | Heiligenkreuz-Cesta                                  | Heiligenkreuz-Cesta                                  |
| Kopfbahnhof Streckenende                            | 23    | Haidenschaft                                         | Haidenschaft                                         |

Die Bahnstrecke Prvačina–Ajdovščina (auch: Wippachthalbahn bzw. Wippachtalbahn) ist eine Bahnstrecke in Slowenien, die ursprünglich als Teil der Eisenbahn Görz–Haidenschaft errichtet und betrieben wurde. Sie zweigt in Prvačina von der Bahnstrecke Jesenice–Trieste Campo Marzio ab und führt im Tal der Vipava (Wippach) nach Ajdovščina (Haidenschaft). 
Nach der Einstellung des Reiseverkehrs im Jahr 2013 diente die Strecke nur noch dem Güterverkehr.

## Geschichte
Die Konzession zum Bau einer Eisenbahnstrecke „als Hauptbahn zweiten Ranges“ wurde am 26. Oktober 1897 vom Österreichischen Eisenbahnministerium erteilt. Damit sollte die bereits an der Bahnstrecke Udine-Triest gelegene Stadt Görz mit der Kleinstadt Haidenschaft verbunden werden.  Die Frist zur Herstellung wurde von der Regierung im Jahr 1899 und dann neuerlich im Jahr 1901 erstreckt.
Die Strecke wurde von der im Jahr 1898 gegründete  Aktiengesellschaft Wippachthalbahn mit Sitz in Wien gebaut. Die Wippachthalbahn AG führte den Betrieb nicht selbst, sondern übertrug ihn vorerst der Südbahngesellschaft. Diese betrieb bereits die benachbarte Strecke Cormons-Triest. Eine Verbindung beider wurde im Südbahnhof von Görz hergestellt.
Die Eröffnung fand im Jahr 1902 statt. Den Betrieb führten die k.k. Staatsbahnen (kkStB) für Rechnung der Eigentümer.
Der Abschnitt zwischen Görz und Prvačina wurde 1906 in die neue Hauptbahn von Assling nach Triest integriert. Die neue Strecke war Teil des Projektes Neue Alpenbahnen von Böhmen zum österreichischen Haupthafen in Triest.  
Im Folgejahr veröffentlichte das Amtsblatt des Eisenbahnministeriums, Verordnungs- und Anzeige-Blatt der k.k. General-Direction der österr. Staatsbahnen am 19. Oktober 1907, dass die k.k. Betriebsleitung Haidenschaft auf der Lokalbahn Görz-Haidenschaft (Wippachtalbahn) aufgelassen worden sei.
Am 1. Februar 1912 berichtete die Wiener Zeitung von einer Sitzung des Landtages von Görz und Gradisca, der die Behandlung diverser Bahnprojekte „dem eisenbahntechnischen Ausschusse zugewiesen“ hatte. Darunter war auch die politische Forderung der Verlängerung der Wippachtalbahn bis Adelsberg, dem heutigen Postojna, an der Hauptstrecke der Südbahngesellschaft zwischen Wien und Triest.
Mit dem Vertrag von Saint-Germain im Jahr 1919 lag die Strecke fortan auf italienischem Staatsgebiet. Betreiber waren nun die italienischen Staatsbahnen Ferrovie dello Stato (FS).
Nach dem Zweiten Weltkrieg wurde Görz infolge der Pariser Vertrag im Jahr 1947 Italien zugesprochen, während das restliche Bahngebiet an Jugoslawien fiel. Die Grenze der Bahnstrecke wurde zwischen Gorizia Centrale und Vrtojba festgelegt.
Im Jahr 1991, mit der Erklärung der Unabhängigkeit Sloweniens, ging der jugoslawische Abschnitt in die Verwaltung der Slovenske železnice (SŽ) über.
Anschließend wurde der Reisezugverkehr über die Staatsgrenze zwischen Italien und Slowenien schrittweise eingestellt. Ab dem Winter 1992/93 war er nicht mehr im Fahrplan aufgeführt, obwohl bis 1999 ein Personenwagen in der Zusammensetzung des gemischten Zuges vorhanden war. 
Im Jahr 2013 wurde der Personenverkehr eingestellt, es verkehren jedoch einige Güterzugpaare, die Holz, Alteisen oder leere Wagen transportieren. Im Jahr 2025 zeigte die Streckenübersicht der Slowenischen Eisenbahnen an, dass die Strecke ohne Betrieb sei.

## Fahrzeuge

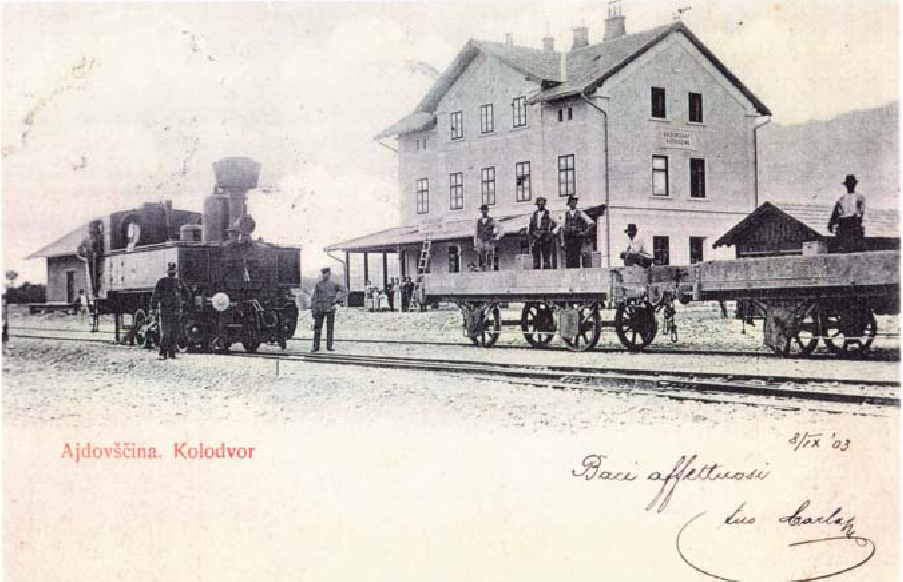
Postkarte Haidenschaft 1903 mit einer Lokomotive der Baureihe 87

Die Wippachtalbahn beschaffte zwei Exemplare der kkStB-Baureihe 97. Lieferant der Lokomotiven war die Erste Böhmisch-Mährische Lokomotivfabrik in Prag.

## Betrieb und Fahrplan

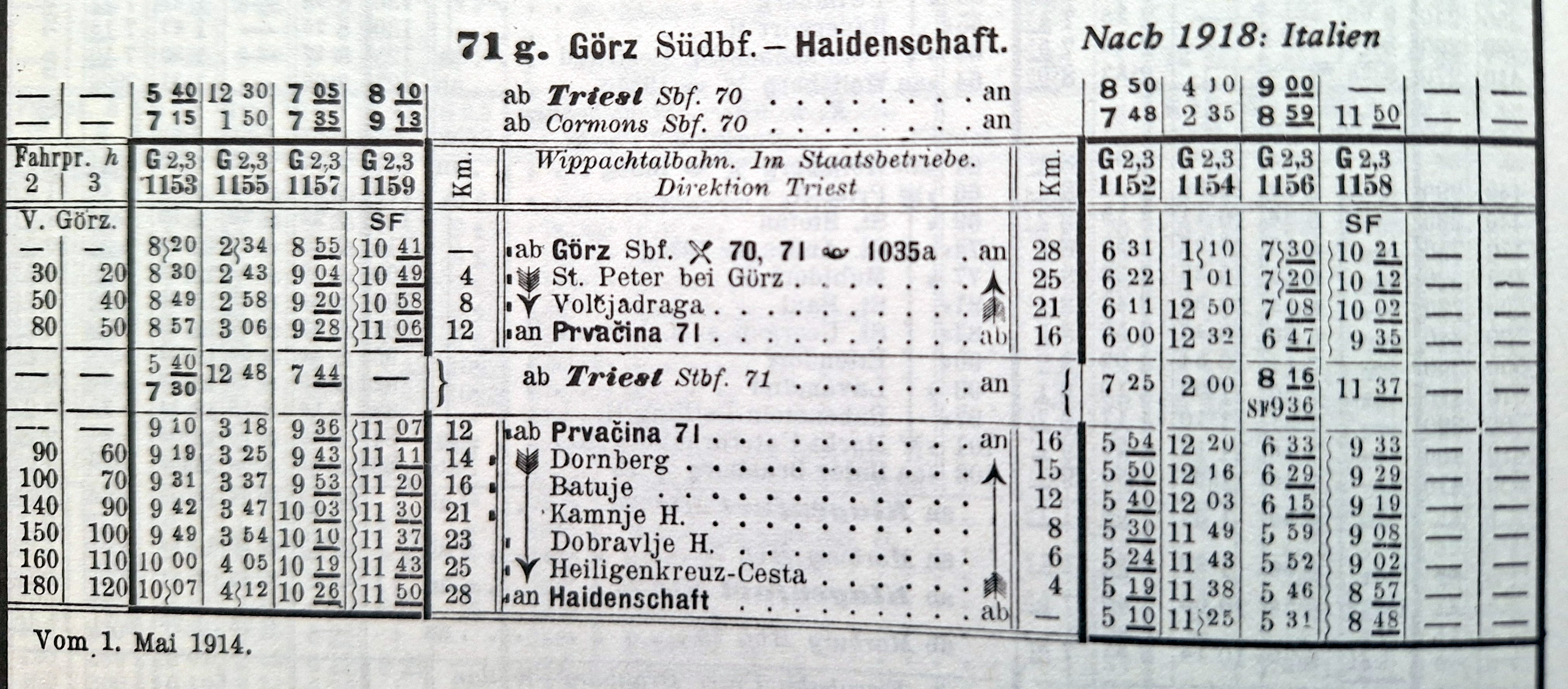
71g Fahrplan Görz Haidenschaft Kursbuch Österreich-Ungarn 1914

Im Fahrplanbild 71g zeigte das Kursbuch Österreich-Ungarn im Jahr 1914 die Strecke im ursprünglichen Zustand von Görz Südbahnhof (Gorizia Centrale) nach Haidenschaft. Auch die Kilometrierung ist von Görz Südbahnhof aus angegeben. Die Gesamtfahrzeit betrug etwa 90 Minuten, davon etwa 40 Minuten zwischen Prvačina und Haidenschaft. Bei allen Züge wurden angegeben, dass sie zweite und dritte Klasse führten.

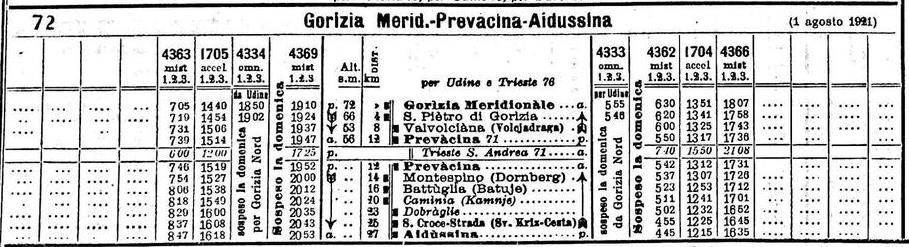
72 Orario Gorizia-Ajdussina 1921

im italienischen Kursbuch von 1921 sind drei Züge mit 1., 2. und 3. Wagenklasse zwischen Prevàcina und Aidùssina geführt, die Züge gingen wie schon in Österreichischer Zeit von Gorizia Meridionale, also Görz Südbahnhof aus. Die Fahrzeit zwischen beiden Bahnhöfen betrug etwa eine Stunde.

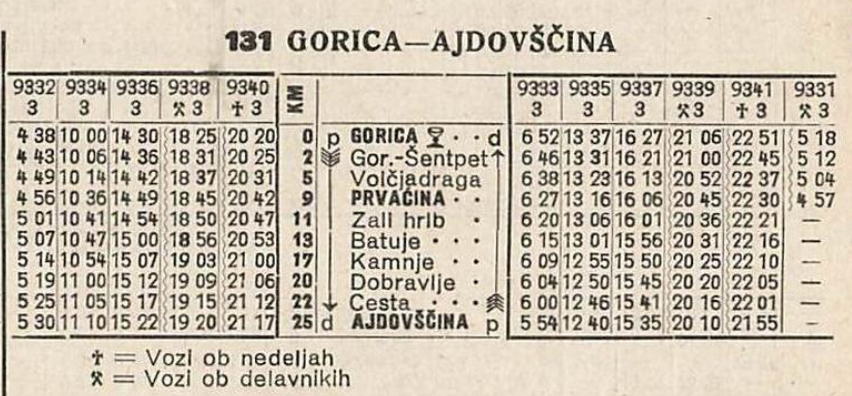
Fahrplanbild 131, Jugoslawisches Kursbuch 1953

Im Jahr 1953 zeigte das jugoslawische Kursbuch mehrere Fahrten täglich, ausgehend von Gorica (heute Nova Gorica). Dieser Bahnhof liegt nicht an der klassischen Südbahnstrecke, sondern an der Transalpina. Die Fahrtdauer beträgt ungefähr 55 Minuten. Die Kilometrierung der Strecke war von Gorica aus angegeben.

## Status quo
Die Strecke wird im Güterverkehr genutzt und hat in Prvačina nach wie vor Anschluss an die Transalpina, auf der Güter- wie Personenverkehr angeboten wird.
Von der historischen Gesamtstrecke ist auch der Abschnitt in Gorizia noch vorhanden und wird im Güterverkehr befahren. Lediglich der Bogen der Verbindungsstrecke zwischen Gorizia C und Šempeter pri Gorici ist abgebaut.

## Erinnerungskultur

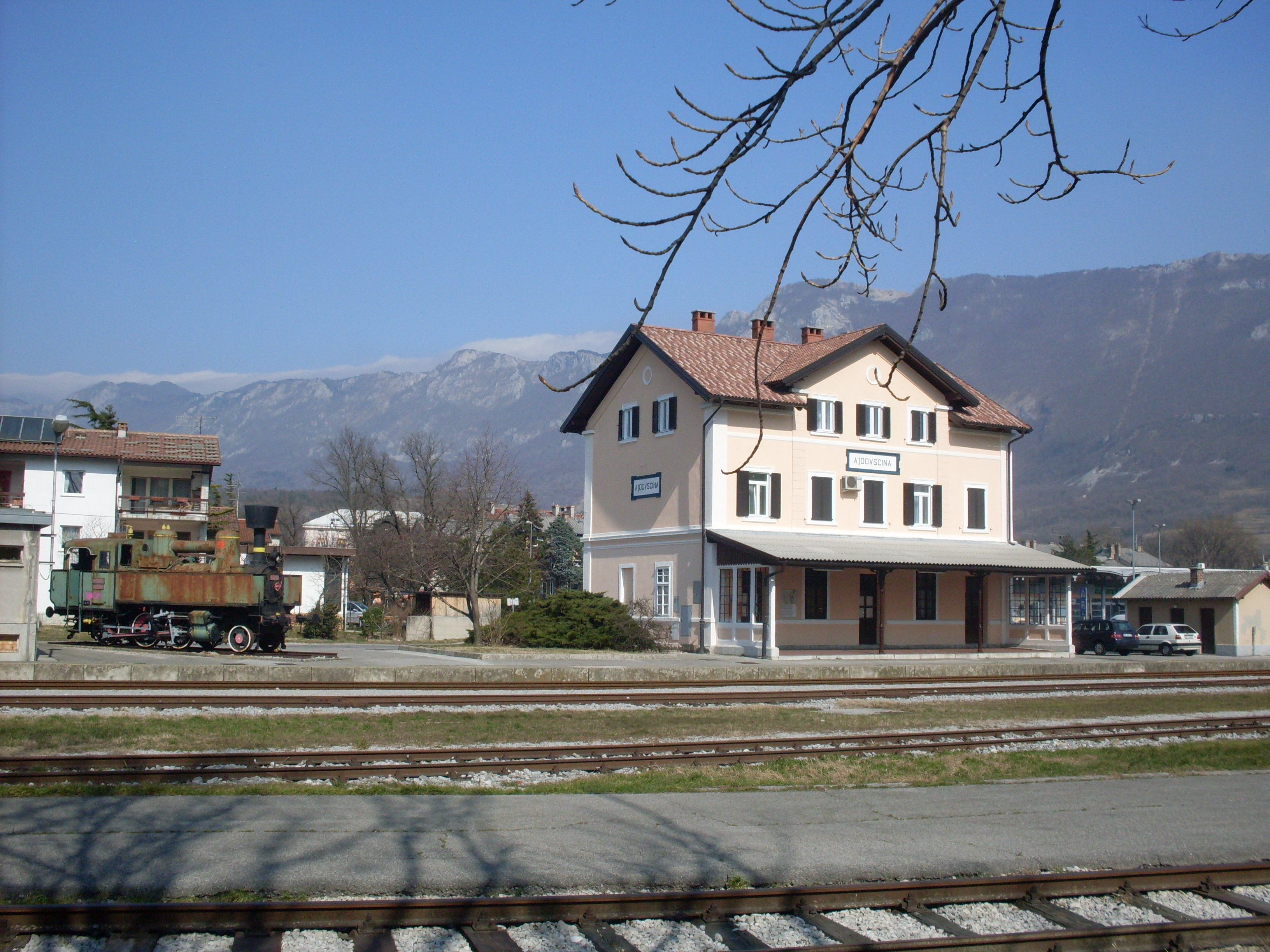
JŽ 153-011 in Ajdovščina

In Ajdovščina wurde eine Dampflokomotive der JŽ-Baureihe 150, ehemals kkStB-Baureihe 99, als Denkmal aufgestellt.